# Europeada
Europeada er navnet på europamesterskabet i fodbold for europæiske nationale mindretal. Den første Europeada fandt sted i sommeren 2008 i Schweiz som optakt til det officielle europamesterskab i fodbold 2008. Den anden Europeada fandt sted hos sorberne i Lausitz/Tyskland i juni 2012 parallel med det officielle fodbold-EM i nabolandet Polen. Europeada 2016 blev spillet i Sydtyrol i Italien - parallel med det officielle fodbold-EM i nabolandet Frankrig, Europeada 2020/2022 fandt sted hos slovenerne i Kärnten/Østrig. Europeada 2024 fandt sted i det dansk-tyske grænseland i Nord- og Sydslesvig - parallel med det officielle fodbold-EM 2024 i Tyskland.
Mesterskabet arrangeres af den europæiske mindretalsunion FUEN og det respektive mindretal, som er vært for turneringen. Målet er at styrke sammenholdet blandt de europæiske mindretal, og at sætte fokus på mindretallenes kulturelle problemer. Europeadaen er på den måde med til at synliggøre de autoktone mindretal og folkegrupper i Europa.
Turneringerne fandt sted i:
- 2008: hos rætoromanerne i Graubünden (Svejts), parallel med fodbold-EM i Østrig og Svejts
- 2012: hos sorberne i Lausitz (Tyskland), parallel med fodbold-EM i Polen
- 2016: hos sydtyrolere i Sydtyrol (Italien), parallel med fodbold-EM i Frankrig
- 2020/2022: hos slovenerne i Kärnten (Østrig)
- 2024: hos de danske sydslesvigere, nordfrisere og de tyske nordslesvigere i Sønderjylland (altså Nord- og Sydslesvig), parallel med fodbold-EM i Tyskland 2024

## Europeada 2024
Turneringen i 2024 blev holdt i det dansk-tyske grænseland i Nord- og Sydslesvig. Værter var de danske sydslesvigere, de tyske nordslesvigere, nordfriserne og de nordtyske sintier/romaer (sigøjnere). Fra dansk side kom SdU og SSF til at stå for projektet. Vinderne blev Sydtyrol for kvinderne og Friul for mænedene. 24 herrehold og ni damehold på 14 spillesteder deltog ved turneringen 2024. 

## Europeada 2020 / 2022
Efter at fodboldforbundet UEFA meddelte, at fodbold-EM skal flytte pga. coronakrisen til 2021, blev også Europeada aflyst for 2020, i første omgang udskudt til 2021 og foregik derefter i juni 2022 hos slovenerne fra Kärnten i Østrig. Mottoet i 2022 er Together Unique.
| Gruppe A                      | Gruppe B              | Gruppe C                           | Gruppe D                | Gruppe E              | Gruppe W (kvinder)                      |
| ----------------------------- | --------------------- | ---------------------------------- | ----------------------- | --------------------- | --------------------------------------- |
| Aromunere fra Sydøsteuropa    | Burgenlandkroaterne   | Danske sydslesvigere               | Zimbere fra Italien     | Serbere fra Kroatien  | Ladinere (kvinder)                      |
| Rætoromanere fra Svejts       | Sydtirolere           | Tyskere fra Polen (Østområderne)   | Pomakere fra Bulgarien  | Sloverne fra Italien  | Rætoromanere fra Svejts (kvinder)       |
| Kroatere fra Serbien          | Ungarere fra Rumænien | Ladinere                           | Roma fra Ungarn         | Slovakerne fra Ungarn | Sydtirolere (kvinder)                   |
| Slovenerne fra Kärnten/Østrig | Ungarntyskere         | Tjekkere og slovakere fra Rumænien | Sorbere fra Østtyskland |                       | Slovenerne fra Kärnten/Østrig (kvinder) |

## Europeada 2016
Europeada 2016 blev arrangeret af tyske sydtyrolere og ladinere i det nordlige Italien. For første gang holdtes der også et stævne for kvinder. Der deltog i alt 24 herrehold og 6 kvindehold. Kroaterne fra Serbien blev dog senere udelukket på grund af en voldelig episode på fodboldbanen under spillet mod occitanere. Fra det dansk-tyske grænseområde deltog de danske sydslesvigere, de tyske nordslesvigere og nordfrisere med hver et herrehold. Andre mindretal fra Norden (samere, skåningere) deltog ikke.
Europamester blev -som i 2012 og 2008- igen sydtyrolerne. Både herre- og kvindeholdet fra Sydtirol vandt i slutrunden over occitanerne. De danske sydslesvigere kom på 10., nordfriserne på 13. og de tyske nordslesvigere på 21. plads .
| Gruppe A              | Gruppe B                     | Gruppe C                      | Gruppe D                   | Gruppe E                    | Gruppe F             | Gruppe X (kvinder)         | Gruppe Y (kvinder)      |
| --------------------- | ---------------------------- | ----------------------------- | -------------------------- | --------------------------- | -------------------- | -------------------------- | ----------------------- |
| Ladinere              | Roma fra Ungarn (Gipsy)      | Slovenerne fra Kärnten/Østrig | Occitanere fra Sydfrankrig | Sydtirolere                 | Zimbrere fra Italien | Occitanere fra Sydfrankrig | Ruslandtyskere          |
| Krimtatarere (Adalet) | Kroatere fra Ungarn          | Sorbere fra Østtyskland       | Danske sydslesvigere       | Nordfrisere                 | Ruslandtyskere       | Sydtirolere                | Rætoromanere fra Svejts |
| Vestthrakiere         | Rætoromanere fra Svejts      | Tyske nordslesvigere          | Slovakere fra Ungarn       | Tyskere fra Schlesien/Polen | Ungarntyskere        | Sorbere fra Østtyskland    | Ladinere                |
| Ungarere fra Rumænien | Mindretalsudvalg fra Estland | Ungarere fra Slovakiet        | Aromunere fra Sydøsteuropa | Manx fra øen Man            | Serbere fra Kroatien |                            |                         |

## Europeada 2012
Europeada 2012 blev arrangeret af sorberne i Lausitz i det sydøstlige Tyskland. I alt 19 hold fra 12 forskellige europæiske lande deltog ved turneringen. Protektor for Europeada 2012 var Sachsens ministerpræsident og sorberen Stanislaw Tillich. Turneringen blev blandt andet sponsoreret af Vattenfall og det tyske indenrigsministerium. Mediepartner var Mitteldeutscher Rundfunk. Lodtrækningen til gruppespillet fandt sted den 1. december 2011 i Berlin.
Europamester blandt de nationale mindretal blev igen sydtyrolerne. Holdet fra Sydtyrol vandt finalen i Bautzen (sorbisk: Budyšin) foran 1700 tilskuere med 3-1 mod romaerne fra Ungarn. Kroaterne fra Serbien fik et tredjeplads efter en 1-0-sejr over slovenerne fra Kärnten/Østrig .
De deltagende hold i 2012 var :
| Gruppe A                     | Gruppe B                | Gruppe C                 | Gruppe D                            | Gruppe E                   |
| ---------------------------- | ----------------------- | ------------------------ | ----------------------------------- | -------------------------- |
| Sorberne                     | Roma i Ungarn           | Nordfriserne             | Sydtirolerne                        | Danske sydslesvigere       |
| Tyskerne i Polen             | Tyskerne i Rusland      | Kroaterne i Serbien      | Tyske nordslesvigere (meldte afbud) | Zimbrerne i Italien        |
| Slovenerne i Østrig          | Rætoromanerne i Schweiz | Vestthrakierne i Tyrkiet | Tyskerne i Ungarn                   | Waliserne i Storbritannien |
| Mindretalsudvalg fra Estland | Slovakerne i Ungarn     | Ladinerne i Italien      | Karatschai i Rusland                | Okzitanerne i Frankrig     |

## Europeada 2008
Europeada 2008 blev arrangeret af rætoromanerne i kantonen Graubünden i Schweiz. Det var første gang, der afholdes EM for sproglige mindretal . Mesterskabet havde deltagelse af 17 folkegrupper fra hele Europa. I alt 5.000 tilskuere så kampene direkte i Schweiz. Den første europamester blandt de nationale mindretal blev sydtyrolerne. Holdet fra Sydtyrol vandt finalen i Chur foran 600 tilskuere med 1-0 mod kroaterne fra Serbien. Romaerne fra Ungarn fik et tredjeplads. De danske sydslesvigere kom på fjerdeplads.
De deltagende hold var:
| Waliserne i Storbritannien | Danske sydslesvigere i Tyskland | Kroaterne i Serbien            | Okzitanerne i Frankrig |
| Tyskerne i Polen           | Arumenerne i Rumænien           | Romaerne i Ungarn              | Kimbrerne i Italien    |
| Rætoromanerne i Schweiz    | Katalanerne i Spanien           | Tyske nordslesvigere i Danmark | Sorberne i Tyskland    |
| Tyskerne i Ungarn          | Karachayerne i Rusland          | Nordfriserne i Tyskland        | Kroaterne i Rumænien   |
|                            | Sydtyrolerne i Italien          |                                |                        |